# James Foggin
James Foggin (* 1974 in England auf der Halbinsel Wirral) ist ein Bühnenschauspieler und ein durchs Fernsehen bekannter Gärtner.

## Leben
Foggin ist studierter Historiker, der erst nach Abschluss seines Studiums eine Gärtnerlehre machte. Er war als Chefgärtner des Landhaus Ettenbühl tätig.
Er ist Dozent an der Königlichen Gartenakademie in Berlin-Dahlem, betreibt einen Youtube-Kanal.
Er trat beim SWR von 2020 bis 2024 in 48 Folgen der Sendung Kaffee oder Tee des SWR als Gartenexperte auf. Auch beim Deutschlandfunk war er schon als Gartenexperte zu hören.
Foggin gehört zum festen Ensemble des privaten Theater der Immoralisten.

## Theater (Auswahl)
- Herr und Knecht (Rolle: Nikita) – Theater der Immoralisten (2020)[10]
- Holmes und ich (Rolle: Doktor Watson) – Theater der Immoralisten (2022)[11]
- Salome (Rolle: König Herodes) – Theater der Immoralisten (2022)[12]
- Titanic (Rolle: Bruce Ismay) – Theater der Immoralisten (2023)[13]
- Die kluge Else (Rolle: Vater/Karl) – Theater der Immoralisten (2023)[14]
- Macbeth (Rolle: Macbeth) – Theater der Immoralisten (Premiere: November 2024)[15]